# Athetis morbidensis
Athetis morbidensis är en fjärilsart som beskrevs av Emilio Berio 1976/77. Athetis morbidensis ingår i släktet Athetis och familjen nattflyn. Inga underarter finns listade i Catalogue of Life.